# 弯枝锦鸡儿
弯枝锦鸡儿（学名：Caragana arcuata）为豆科锦鸡儿属下的一个种。其种加词“arcuata”意为“弓形的”、“弯曲的”。属中国特有种，产于中国新疆巩留县。灌木，高约80厘米，生于山坡阳处。